# Bătălia de la Oudenaarde
Bătălia de la Oudenaarde a avut loc în apropierea orașului flamand cu același nume, în Belgia în 11 iulie 1708. Armata franceză a Ducelui de Vendôme a fost învinsă de armata imperială condusă de Prințul Eugen de Savoia și de către armata britanică condusă de Ducele de Marlborough.

## Context
Marea Britanie, Provinciile Unite și Sfântul Imperiu Roman, alarmate de alianța dintre Franța și Spania, nu au văzut altă soluție decât începerea unui război de succesiune. Comandantul armatelor aliate era John Churchill, I Duce de Marlborough, al cărui șef adjunct era Prințul Eugen de Savoia, prietenul său apropiat. Forțele franceze se aflau sub conducerea Ducelui de Vendôme și a Ducelui de Burgundia, nepotul regelui Ludovic al XIV-lea al Franței. Raporturile între cei doi comandanți francezi nu erau ideale: Ducele de Vendôme, numit și Le Grand Vendôme, era un militar capabil, cu multă experiență, în vreme ce Ducele de Burgundia, fără experiență, 26 de ani, își datora poziția datorită faptului că era nepotul regelui Franței, și urmașul lui la tron. Ambițiile franceze în Bavaria și Franconia au fost distruse după Bătălia de la Blenheim.
Armata lui Marlborough era formată din aproximativ 90000 de oameni (112 batalioane de infanterie și 197 escadroane de cavalerie) și era staționată la sud de Bruxelles. Forțele prințului Eugen erau la Koblenz, în actuala Germanie. Astfel, cele două armate erau separate, în vreme ce armata franceză de 100000 de soldați (112 batalioane de infanterie și 216 escadroane de cavalerie) se afla deja masată la Mons. În luna iunie 1708, comandantul forțelor de coaliție, ducele de Marlborough, trebuia să obțină o victorie tactică, sau să facă joncțiunea cu trupele Sfântului Imperiu Roman, aflate sub comanda prințului Eugen, înainte de confruntarea cu inamicul. 
În acest moment, cei doi generali francezi au început să se certe: generalul Vendôme ar fi dorit să atace orașul Huy, în speranța că-l va provoca pe Marlborough să treacă la atac cu o armată inferioară. Disputa dintre cei doi comandanți francezi a fost rezolvată de Ludovic al XIV-lea, care a ordonat atacul în Flandra, astfel armata franceză a pornit spre est, spre orașul Braine-l'Alleud, punând în pericol Bruxelles și Louvain. Drept răspuns, Ducele de Marlborough și-a mutat trupele la sud de Louvain, pentru a apăra ambele orașe amenințate de avansarea trupelor franceze. Armata franceză a rămas inactivă o lună, ceea ce a permis trupelor prințului Eugen să opereze joncțiunea cu Marlborough. Cu toate acestea, în timp ce se deplasa spre est, armata franceză, împotriva așteptărilor, a cucerit Bruges și Gent, în ciuda rezistenței a 300 de soldați pe care Marlborough se grăbise să-i trimită acolo. Acest fapt a demoralizat armata britanică, dar armatele de pe Rin au sosit la Oudenaarde. Armata franceză se afla de-a lungul râului Escaut, de la Valenciennes până la Marea Nordului. Doar Oudenaarde se afla încă în mâinile aliaților, iar dacă acesta cădea în mâinile francezilor, orice linie de comunicație cu Marea Britanie era întreruptă. Nu numai că Marlborough a înțeles situația, dar a ghicit tactica francezilor pentru a cucerii Oudenaarde. Prințul Eugen și Marlborough au pus la punct un plan pentru a-i ataca pe francezi: intuind că francezii vor înainta pe malul estic al râului Escaut pentru a ataca flancul armatei britanice, după unul dintre cele mai inspirate marșuri forțate din istorie, armata britanică a ocupat Louvain în 10 iulie, obligându-i astfel pe francezi să traverseze râul Escaut pentru a ataca Oudenaarde. Marlborough a ordonat un nou marș forțat, trimițând un contingent de 11000 de soldați, condus de generalul de cavalerie William Cadogan, pentru a ocupa podul principal de pe Escaut. Cadogan a reținut cu ușurință inamicul pe cealaltă parte a râului, în timp ce Marlborough a traversat cu ajutorul a cinci poduri construite din pontoane, cu restul armatei sale de aproape 100000 de soldați. Armata franceză a descoperit prezența forței aliate în jurul orei 9 dimineața.

## Bătălia

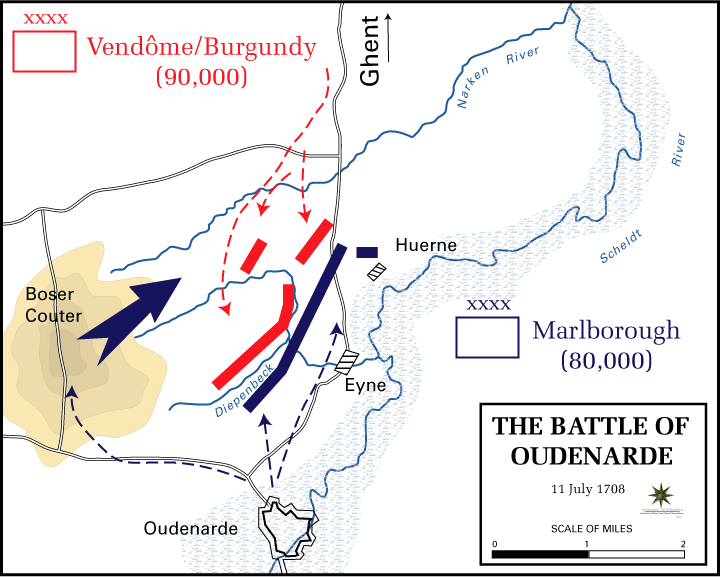
Harta bătăliei de la Oudenaarde

Cadogan a ordonat unui escadron de dragoni, comandat de generalul danez Jørgen Rantzau, să-i încercuiască pe cercetașii avangardei franceze trimiși în recunoaștere pe malul drept al râului Escaut și să nu lase pe nimeni să scape. Din păcate planul a eșuat, iar câțiva cercetași fugari au reușit să-l avizeze pe comandantul francez al avangardei, locotenentul-general Charles-Armand de Gontaut, duce de Biron, despre prezența trupelor aliate pe malul de vest al râului.
Când Biron a început să avanseze, a fost surprins neplăcut de importanța dispozitivului englez ce se afla într-un loc total neașteptat. Deși primise ordin de la Vendôme să atace, a ezitat văzând cele 20 de batalioane ale cavaleriei inamice (alte patru fuseseră lăsate să păzească podurile de pontoane). Biron dispunea doar de 7 batalioane și 20 de escadroane; în plus fusese avizat de către cercetașii lui de terenul mlăștinos de pe malul opus, ceea ce limita mobilitatea cavaleriei, astfel a decis să nu încerce să traverseze. În acest timp, prințul Eugen împreună cu 20 de escadroane ale cavaleriei prusace, a traversat Escaut și a ocupat poziții favorabile. În timp ce trupele lui Biron au început să facă manevre, au fost atacate mai întâi de o brigadă de infanterie britanică condusă de un tânăr ofițer, John Campbell, al II-lea duce de Argyll. Apoi Cadogan, la un semnal a lui Marlborough a atacat cele șapte batalioane de mercenari elvețieni ale ducelui Biron. Infanteria elvețiană a fost respinsă prompt în râu, iar escadroanele franceze au fost distruse, după care sosirea cavaleriei franceze i-a forțat pe englezi să se retragă. Atacul englez a fost condus în primul rând de escadroane Rantzau, în rândurile cărora se afla și viitorul rege al Marii Britanii, George al II-lea al Marii Britanii.
Ducele de Burgundia, făcând o greșeală decisivă și trecând peste protestele ducelui de Vendôme, a decis să atace. Aripa dreaptă a trupelor franceze a început să atace pozițiile aliate de lângă Oudenaarde, în timp ce aripa stângă (din motive necunoscute) a rămas în mod inexplicabil pasivă în apropiere de Zingem, lăsându-le timp englezilor să se regrupeze pe această parte. 28 de escadroane de cavalerie au protejat flancul drept al infanteriei lui Candogan, care suporta șocul decisiv. Ducele de Burgundia a dat semnalul de atac și s-a aruncat asupra escadroanelor prusace. În ciuda unei lupte aprige, francezii au fost dispersați. Apoi Vendôme a luat o decizie dubioasă: a condus personal 12 regimente într-un atac corp la corp, ceea ce însemna că în timp ce unul dintre comandanți, Ducele de Burgundia se afla în cartierul său general fără nici o posibilitate de a verifica mersul bătăliei, celălalt comandant se expunea unui incontrolabil atac personal.
Majoritatea istoricilor sunt de acord că aripa dreaptă engleză, slăbită, ar fi putut fi distrusă de o intervenție a aripii stângi franceze. Vendôme a înțeles acest lucru și a solicitat permisiunea Ducelui de Burgundia de a intervenii cu a doua aripă, dar a fost refuzat, iar curierul nu a reușit să aducă acest răspuns. Situația s-a agravat în timp ce Vendôme aștepta răspunsul.
Marlborough s-a deplasat atunci cu cartierul său general pe flancul stâng, lăsându-i prințului Eugen comanda flancului drept atacat de francezi. În timp ce colegul său suferea o presiune tot mai mare, Marlborough a luat o decizie genială: a consolidat aripa stângă cu 18 batalioane auxiliare de Hessian și de Hanovra și a trimis cele 20 de batalioane prusace ale generalului Carl von Lottum, pentru a întării trupele prințului Eugen. Apoi a pregătit o învăluire dublă. El avea sub comanda sa întreaga armată a Provinciilor Unite, condusă de feldmareșalul Henry de Nassau, Lord Overkirk, un ofițer cu experiență. Cu toate acestea, nu au reușit să traverseze pe podurile din pontoane în mai puțin de o oră. La ora 20. 30, trupele lui  Overkirk au început să încercuiască flancul drept francez în același timp cu atacul simultan al trupelor conduse de Marlborough și de prințul Eugen. Manevra lui Overkirk a avut succes, mare parte a armatei franceze a fost dispersată și au fost luați mulți prizonieri, dar manevra nu a putut fi finalizată din cauza întunericului.

## Consecințe
Armata franceză s-a retras la Gent cu cei doi comandanți care se certau furioși. Se poate spune că doar întunericul și câteva poduri din pontoane rupte au salvat armata franceză de o distrugere totală. Din motive rămase necunoscute, aproape jumătate din efectivele franceze au rămas în rezervă pe un deal și nu au participat la luptă. O notabilă forță de cavalerie a rămas inactivă în nordul râului Norken și la fel, multe trupe din Burgundia. Partea franceză a luat multe decizii greșite, ca aceea de a reține cavaleria din cauza terenului mlăștinos. Dacă trupele aripii stângi ar fi fost folosite în mod oportun înainte de sosirea trupelor olandeze, ar fi distrus aripa dreaptă destul de slabă a aliaților. Cu un atac combinat al tuturor forțelor franceze - dacă  Vendôme cu corpul său principal ar fi învăluit dreapta aliaților, iar Ducele de Burgundia cu trupele sale ar fi atacat rapid înainte de sosirea trupelor lui Overkirk și ale lui Argyll - armata franceză ar fi putut câștiga cu ușurință.
Francezii au pierdut în această luptă 15000 de oameni (8000 prizonieri) și 25 de tunuri, aliații 3000 de oameni. Trupele franceze s-au repliat la Gent.
S-a discutat mult despre cine a fost adevăratul învingător al bătăliei. Adversarii Ducelui de Marlborough au spus că victoria s-a datorat intervenției prințului Eugen. Este cert faptul că armonia perfectă dintre ei a contribuit la succesul bătăliei: ei se înțelegeau de minune și se completau reciproc. Totuși au găsit un motiv de discordie: cum să exploateze succesul. În timp ce Marlborough dorea să continue atacul asupra inamicului și să se îndrepte spre Paris, prințul Eugen dorea să asedieze toate fortărețele franceze găsite pe parcurs. A prevalat dorința lui Eugen, sprijinit de olandezi, dar nu a dat mari rezultate.

## Legături externe
- en Bătălia de la Oudenaarde 1708 Arhivat în 23 octombrie 2014, la Wayback Machine.